# Alfstedt
Alfstedt (dolnoniem. Alfst) – miejscowość i gmina w Niemczech, w kraju związkowym Dolna Saksonia, w powiecie Rotenburg (Wümme), wchodzi w skład gminy zbiorowej Geestequelle.